# Aponogeton junceus
Aponogeton junceus är en enhjärtbladig växtart som beskrevs av Johann Georg Christian Lehmann och Diederich Franz Leonhard von Schlechtendal. Aponogeton junceus ingår i släktet Aponogeton och familjen Aponogetonaceae. IUCN kategoriserar arten globalt som livskraftig. Inga underarter finns listade.